# Illimar Lepik von Wirén

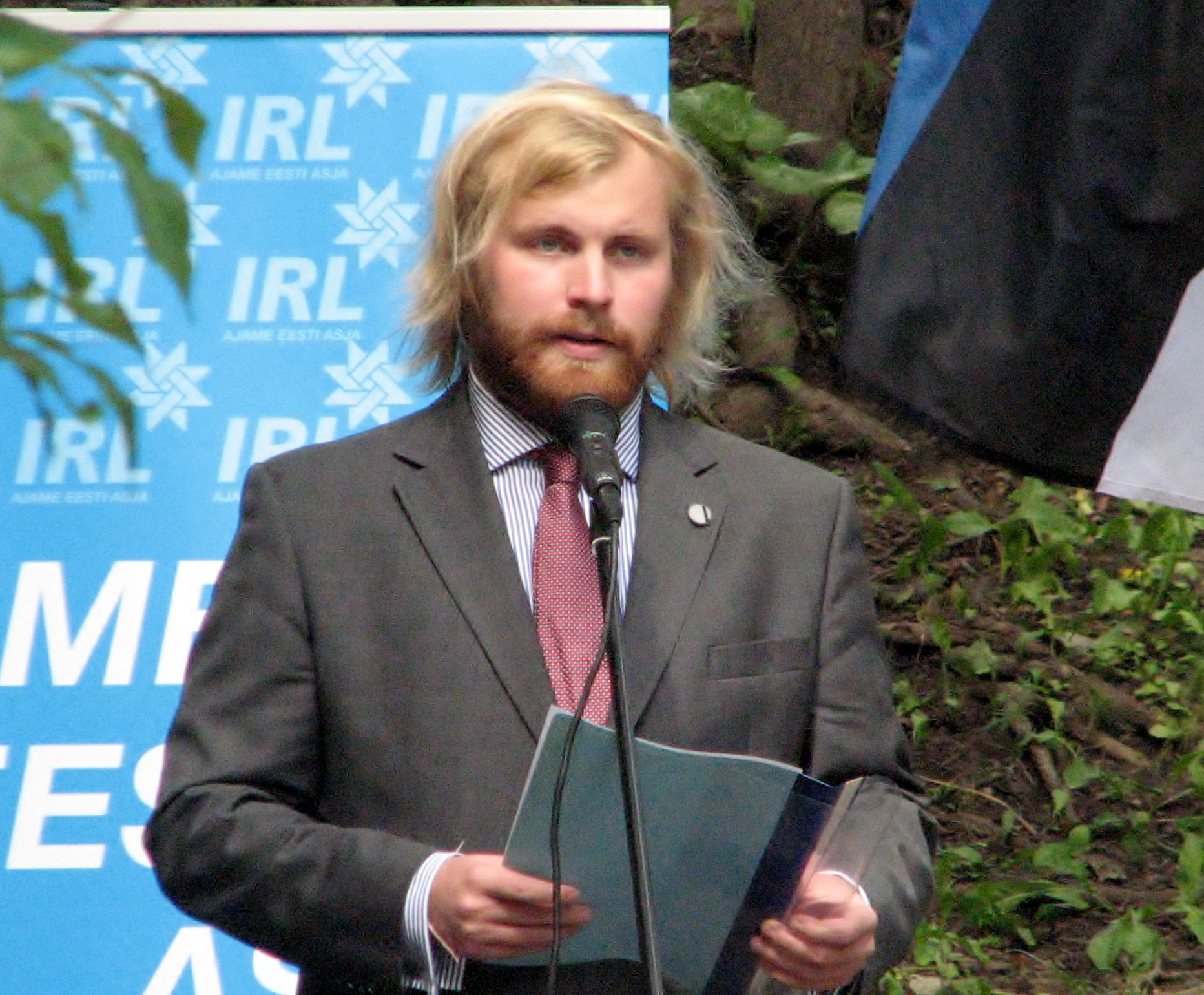
Illimar Lepik von Wirén (2014)

Illimar Lepik von Wirén (* 17. Oktober 1989 in Stockholm) ist ein estnischer Politiker und Diplomat.

## Leben
Illimar Lepik von Wirén wurde als Sohn der späteren estnischen Diplomatin Aino Lepik von Wirén (* 1961) und des schwedischen Unternehmers Jorma von Wirén (* 1954) in Stockholm geboren. Sein Großvater mütterlicherseits ist der estnische Lyriker Kalju Lepik (1920–1999), dem während der sowjetischen Besetzung Estlands die Flucht ins schwedische Exil gelang. 1992, nach Wiedererlangung der estnischen Unabhängigkeit, zog die Familie wieder nach Estland, wo seine Mutter im diplomatischen Dienst Karriere machte.
Illimar Lepik von Wirén studierte von 2010 bis 2014 Politik und Recht an der University of Essex. 2020 machte er seinen Magister-Abschluss in European Studies an der Universität Tartu. 2009 trat er der konservativen Partei Vaterland (Isamaa) bei.
Illimar Lepik von Wirén kandidierte bei der Parlamentswahl in Estland 2015 erstmals für ein Abgeordnetenmandat, verpasste aber den Einzug in den Riigikogu.
2015/2016 arbeitete er im Leitungsstab des estnischen Justizministeriums. 2016/2017 war er im Europäischen Parlament als außen- und sicherheitspolitischer Berater des estnischen Abgeordneten Indrek Tarand tätig. Von 2017 bis 2019 leitete er die Abteilung Internationale Beziehungen beim NATO Cooperative Cyber Defence Centre of Excellence mit Sitz in Tallinn. Von 2020 bis 2022 war er Referent im britischen Außenministerium in London.
Seit Januar 2023 ist Illimar Lepik von Wirén Kulturattaché an der estnischen Botschaft in Stockholm.